# 黑龙江省人民法院列表
- 黑龙江省高级人民法院
  - 黑龙江省哈尔滨市中级人民法院 （页面存档备份，存于）
    - 黑龙江省哈尔滨市松北区人民法院
    - 黑龙江省哈尔滨市道里区人民法院
    - 黑龙江省哈尔滨市南岗区人民法院
    - 黑龙江省哈尔滨市平房区人民法院
    - 黑龙江省哈尔滨市香坊区人民法院
    - 黑龙江省哈尔滨市道外区人民法院
    - 黑龙江省哈尔滨市呼兰区人民法院
    - 黑龙江省哈尔滨市阿城区人民法院
    - 黑龙江省双城市人民法院
    - 黑龙江省尚志市人民法院
    - 黑龙江省五常市人民法院
    - 黑龙江省宾县人民法院
    - 黑龙江省方正县人民法院
    - 黑龙江省通河县人民法院
    - 黑龙江省巴彦县人民法院
    - 黑龙江省延寿县人民法院
    - 黑龙江省木兰县人民法院
    - 黑龙江省依兰县人民法院

  - 黑龙江省大庆市中级人民法院 （页面存档备份，存于）
    - 黑龙江省大庆市萨尔图区人民法院
    - 黑龙江省大庆市红岗区人民法院
    - 黑龙江省大庆市龙凤区人民法院 （页面存档备份，存于）
    - 黑龙江省大庆市让胡路区人民法院
    - 黑龙江省大庆市大同区人民法院
    - 黑龙江省林甸县人民法院
    - 黑龙江省肇州县人民法院 （页面存档备份，存于）
    - 黑龙江省肇源县人民法院 （页面存档备份，存于）
    - 黑龙江省杜尔伯特蒙古族自治县人民法院
    - 大庆高新技术产业开发区人民法院

  - 黑龙江省齐齐哈尔市中级人民法院
    - 黑龙江省齐齐哈尔市龙沙区人民法院
    - 黑龙江省齐齐哈尔市昂昂溪区人民法院
    - 黑龙江省齐齐哈尔市铁锋区人民法院
    - 黑龙江省齐齐哈尔市建华区人民法院
    - 黑龙江省齐齐哈尔市富拉尔基区人民法院
    - 黑龙江省齐齐哈尔市碾子山区人民法院
    - 黑龙江省齐齐哈尔市梅里斯达斡尔族区人民法院
    - 黑龙江省讷河市人民法院
    - 黑龙江省富裕县人民法院
    - 黑龙江省拜泉县人民法院
    - 黑龙江省甘南县人民法院
    - 黑龙江省依安县人民法院
    - 黑龙江省克山县人民法院
    - 黑龙江省泰来县人民法院
    - 黑龙江省克东县人民法院
    - 黑龙江省龙江县人民法院

  - 黑龙江省鸡西市中级人民法院
    - 黑龙江省鸡西市鸡冠区人民法院
    - 黑龙江省鸡西市恒山区人民法院
    - 黑龙江省鸡西市城子河区人民法院
    - 黑龙江省鸡西市滴道区人民法院
    - 黑龙江省鸡西市梨树区人民法院
    - 黑龙江省鸡西市麻山区人民法院
    - 黑龙江省密山市人民法院
    - 黑龙江省虎林市人民法院
    - 黑龙江省鸡东县人民法院

  - 黑龙江省绥化市中级人民法院
    - 黑龙江省绥化市北林区人民法院
    - 黑龙江省安达市人民法院
    - 黑龙江省肇东市人民法院
    - 黑龙江省海伦市人民法院
    - 黑龙江省绥棱县人民法院
    - 黑龙江省兰西县人民法院
    - 黑龙江省明水县人民法院
    - 黑龙江省青冈县人民法院
    - 黑龙江省庆安县人民法院
    - 黑龙江省望奎县人民法院

  - 黑龙江省牡丹江市中级人民法院
    - 黑龙江省牡丹江市爱民区人民法院
    - 黑龙江省牡丹江市东安区人民法院
    - 黑龙江省牡丹江市阳明区人民法院
    - 黑龙江省牡丹江市西安区人民法院
    - 黑龙江省绥芬河市人民法院
    - 黑龙江省宁安市人民法院
    - 黑龙江省海林市人民法院
    - 黑龙江省穆棱市人民法院
    - 黑龙江省林口县人民法院
    - 黑龙江省东宁县人民法院

  - 黑龙江省佳木斯市中级人民法院
    - 黑龙江省佳木斯市前进区人民法院
    - 黑龙江省佳木斯市向阳区人民法院
    - 黑龙江省佳木斯市东风区人民法院
    - 黑龙江省佳木斯市郊区人民法院
    - 黑龙江省同江市人民法院
    - 黑龙江省富锦市人民法院
    - 黑龙江省桦川县人民法院
    - 黑龙江省抚远县人民法院
    - 黑龙江省桦南县人民法院
    - 黑龙江省汤原县人民法院

  - 黑龙江省伊春市中级人民法院
    - 黑龙江省伊春市伊春区人民法院
    - 黑龙江省伊春市带岭区人民法院
    - 黑龙江省伊春市南岔区人民法院
    - 黑龙江省伊春市金山屯区人民法院
    - 黑龙江省伊春市西林区人民法院
    - 黑龙江省伊春市美溪区人民法院
    - 黑龙江省伊春市乌马河区人民法院
    - 黑龙江省伊春市翠峦区人民法院
    - 黑龙江省伊春市友好区人民法院
    - 黑龙江省伊春市上甘岭区人民法院
    - 黑龙江省伊春市五营区人民法院
    - 黑龙江省伊春市红星区人民法院
    - 黑龙江省伊春市新青区人民法院
    - 黑龙江省伊春市汤旺河区人民法院
    - 黑龙江省伊春市乌伊岭区人民法院
    - 黑龙江省铁力市人民法院
    - 黑龙江省嘉荫县人民法院

  - 黑龙江省黑河市中级人民法院
    - 黑龙江省黑河市爱辉区人民法院
    - 黑龙江省北安市人民法院
    - 黑龙江省五大连池市人民法院
    - 黑龙江省逊克县人民法院
    - 黑龙江省嫩江县人民法院
    - 黑龙江省孙吴县人民法院

  - 黑龙江省七台河市中级人民法院
    - 黑龙江省七台河市桃山区人民法院
    - 黑龙江省七台河市新兴区人民法院
    - 黑龙江省七台河市茄子河区人民法院
    - 黑龙江省勃利县人民法院

  - 黑龙江省鹤岗市中级人民法院
    - 黑龙江省鹤岗市兴山区人民法院
    - 黑龙江省鹤岗市工农区人民法院
    - 黑龙江省鹤岗市南山区人民法院
    - 黑龙江省鹤岗市兴安区人民法院
    - 黑龙江省鹤岗市向阳区人民法院
    - 黑龙江省鹤岗市东山区人民法院
    - 黑龙江省萝北县人民法院
    - 黑龙江省绥滨县人民法院

  - 黑龙江省双鸭山市中级人民法院
    - 黑龙江省双鸭山市尖山区人民法院
    - 黑龙江省双鸭山市岭东区人民法院
    - 黑龙江省双鸭山市四方台区人民法院
    - 黑龙江省双鸭山市宝山区人民法院
    - 黑龙江省集贤县人民法院
    - 黑龙江省宝清县人民法院
    - 黑龙江省友谊县人民法院
    - 黑龙江省饶河县人民法院

  - 黑龙江省大兴安岭地区中级人民法院
    - 黑龙江省加格达奇区人民法院
    - 黑龙江省松岭区人民法院
    - 黑龙江省新林区人民法院
    - 黑龙江省呼中区人民法院
    - 黑龙江省呼玛县人民法院
    - 黑龙江省塔河县人民法院
    - 黑龙江省漠河市人民法院

## 垦区法院
改革前，黑龙江垦区的公安、检察院、法院为省垂直管辖，农垦中级法院、农垦区人民法院属专门人民法院。黑龙江省农垦中级法院直属于黑龙江省高级人民法院。在各农垦管理局辖区设基层法院：
- 黑龙江省宝泉岭农垦区人民法院
- 黑龙江省建三江农垦区人民法院
- 黑龙江省红兴隆农垦区人民法院
- 黑龙江省九三农垦区人民法院
- 黑龙江省绥化农垦区人民法院
- 黑龙江省北安农垦区人民法院
- 黑龙江省齐齐哈尔农垦区人民法院
- 黑龙江省牡丹江农垦区人民法院

在各农场辖区设派出法庭或办案点。
农垦中级法院、农垦区人民法院、派出人民法庭（办案点）对应设置黑龙江省人民检察院农垦区分院、农垦区人民检察院、派出检察室。农垦总局公安局是主管垦区公安工作的职能部门，始建于1980年，行使市地级公安机关职能。在各农垦分局辖区设农垦公安局，相当于县公安局职权。在各农场设公安分局。
改革后，2019年1月4日，黑龙江省高级人民法院发布公告，撤销38家基层法院，包括宝泉岭、红兴隆、建三江、九三、绥化、牡丹江、齐齐哈尔、北安等8家农垦法院和30家林区基层法院。并新设立12家基层人民法院，其中涉及农垦的有宝泉岭人民法院、建三江人民法院、红兴隆人民法院、九三人民法院、绥北人民法院（原绥化农垦法院）等。

## 林区法院
改革前，黑龙江省设下列林区专门人民法院：
- 黑龙江省林区中级人民法院
  - 黑龙江省亚布力林区基层法院
  - 黑龙江省苇河林区基层法院
  - 黑龙江省兴隆林区基层法院
  - 黑龙江省清河林区基层法院
  - 黑龙江省山河屯林区基层法院
  - 黑龙江省方正林区基层法院
  - 黑龙江省通北林区基层法院
  - 黑龙江省沾河林区基层法院
  - 黑龙江省绥棱林区基层法院
  - 黑龙江省桦南林区基层法院
  - 黑龙江省双鸭山林区基层法院
  - 黑龙江省鹤北林区基层法院
  - 黑龙江省鹤立林区基层法院
  - 黑龙江省穆棱林区基层法院
  - 黑龙江省八面通林区基层法院
  - 黑龙江省绥阳林区基层法院
  - 黑龙江省东京城林区基层法院
  - 黑龙江省大海林林区基层法院
  - 黑龙江省海林林区基层法院
  - 黑龙江省柴河林区基层法院
  - 黑龙江省林口林区基层法院
  - 黑龙江省东方红林区基层法院
  - 黑龙江省迎春林区基层法院

2018年林区法院改革为： 
| 法院                 | 法庭           | 林业局       | 林业管理局         | 驻地               |
| -------------------- | -------------- | ------------ | ------------------ | ------------------ |
| 诺敏河人民法院       | 院本部         | 绥棱林业局   | 松花江林业管理局   | 绥棱县绥棱镇       |
| 诺敏河人民法院       | 兴隆人民法庭   | 兴隆林业局   | 松花江林业管理局   | 巴彦县兴隆镇       |
| 诺敏河人民法院       | 通北人民法庭   | 通北林业局   | 松花江林业管理局   | 北安市通北镇       |
| 诺敏河人民法院       | 沾河人民法庭   | 沾河林业局   | 松花江林业管理局   | 五大连池市龙镇沾河 |
| 沿江人民法院         | 院本部         | 方正林业局   | 松花江林业管理局   | 方正县方正镇       |
| 沿江人民法院         | 清河人民法庭   | 清河林业局   | 合江林业管理局     | 通河县清河镇       |
| 沿江人民法院         | 林口人民法庭   | 林口林业局   | 牡丹江林业管理局   | 东宁县绥阳镇       |
| 亚布力人民法院       | 院本部         | 亚布力林业局 | 松花江林业管理局   | 尚志市亚布力镇     |
| 亚布力人民法院       | 苇河人民法庭   | 苇河林业局   | 松花江林业管理局   | 尚志市苇河镇       |
| 亚布力人民法院       | 山河屯人民法庭 | 山河屯林业局 | 松花江林业管理局   | 五常市山河屯镇     |
| 亚布力人民法院       | 大海林人民法庭 | 大海林林业局 | 牡丹江林业管理局   | 海林市长汀镇       |
| 亚布力人民法院       | 海林人民法庭   | 海林林业局   | 牡丹江林业管理局   | 海林市             |
| 绥阳人民法院         | 院本部         | 绥阳林业局   | 牡丹江林业管理局   | 东宁市绥阳镇       |
| 绥阳人民法院         | 穆棱人民法庭   | 穆棱林业局   | 牡丹江林业管理局   | 穆棱市穆棱镇       |
| 绥阳人民法院         | 八面通人民法庭 | 八面通林业局 | 牡丹江林业管理局   | 穆棱市八面通镇     |
| 绥阳人民法院         | 东京城人民法庭 | 东京城林业局 | 牡丹江林业管理局   | 宁安市东京城镇     |
| 绥阳人民法院         | 柴河人民法庭   | 柴河林业局   | 牡丹江林业管理局   | 海林市柴河镇       |
| 东方红人民法院       | 院本部         | 东方红林业局 | 合江林业管理局     | 虎林市东方红镇     |
| 东方红人民法院       | 迎春人民法庭   | 迎春林业局   | 合江林业管理局     | 虎林市迎春镇       |
| 双桦人民法院         | 院本部         | 双鸭山林业局 | 合江林业管理局     | 双鸭山市           |
| 双桦人民法院         | 桦南人民法庭   | 桦南林业局   | 合江林业管理局     | 桦南县桦南镇柳毛河 |
| 鹤北人民法院         | 院本部         | 鹤北林业局   | 合江林业管理局     | 萝北县鹤北镇       |
| 鹤北人民法院         | 鹤立人民法庭   | 鹤立林业局   | 合江林业管理局     | 汤原县鹤立镇       |
| （铁力市人民法院）   | 铁林人民法庭   | 铁力林业局   | 伊春市人民政府     | 铁力市             |
| （铁力市人民法院）   | 双丰人民法庭   | 双丰林业局   | 伊春市人民政府     | 铁力市双丰镇       |
| （铁力市人民法院）   | 桃山人民法庭   | 桃山林业局   | 伊春市人民政府     | 铁力市桃山镇       |
| （大箐山县人民法院） | 朗乡人民法庭   | 朗乡林业局   | 伊春市人民政府     | 大箐山县朗乡镇     |
| （漠河市人民法院）   | 图强人民法庭   | 图强林业局   | 大兴安岭盟行政公署 | 漠河市图强镇       |
| （漠河市人民法院）   | 阿木尔人民法庭 | 阿木尔林业局 | 大兴安岭盟行政公署 | 漠河市劲涛镇       |
| （塔河县人民法院）   | 十八站人民法庭 | 十八站林业局 | 大兴安岭盟行政公署 | 塔河县十八站乡     |